# Olle Hellbom
Olle Hellbom (Mörkö, 8 ottobre 1925 – Stoccolma, 5 giugno 1982) è stato un regista, sceneggiatore e produttore cinematografico e televisivo svedese.

## Carriera
Interessato alla carriera cinematografica fin da ragazzo, è principalmente noto per aver diretto la serie televisiva svedese Pippi Calzelunghe nel 1969, e i due film per la TV Pippi Calzelunghe e i pirati di Taka-Tuka e Quella strega di Pippi Calzelunghe, basati sui racconti della scrittrice svedese Astrid Lindgren. 
Morì il 5 giugno 1982 all'età di 56 anni a causa di tumore gastrico e venne sepolto nel cimitero Skogskyrkogården, a Stoccolma.

## Filmografia

### Regista
- Mästerdetecktiven Blomkvist lever farligt (1957)
- Raggare! (1959)
- Alla vi barn i Bullerbyn, serie TV (1960)
- Vacanze nell'isola dei gabbiani (Vi på Saltkråkan), serie TV (1964)
- Tjorven, Båtsman och Moses (1964)
- Tjorven och Skrållan (1965)
- Tjorven och Mysak (1966)
- Skrållan, Ruskprick och Knorrhane (1967)
- Pippi Calzelunghe (Pippi Långstrump), serie TV (1969)
- Pippi Calzelunghe e i pirati di Taka-Tuka (Pippi Långstrump på de sju haven), film TV (1970)
- Quella strega di Pippi Calzelunghe (På rymmen med Pippi Långstrump), film TV (1970)
- Emil i Lönneberga (1971)
- Nya hyss av Emil i Lönneberga (1972)
- Emil och griseKnoen (1973)
- Världens bästa Karlsson (1974)
- Bröderna Lejonhjärta (1977)
- Rasmus på luffen (1981)

### Sceneggiatore
- Fiskaren bakom allt (1951)
- Ha ballato una sola estate (Hon dansade en sommar), regia di Arne Mattsson (1951)
- Resa i natten (1955)
- Tuppen (1981)

### Produttore
- Mannen don slutade röka (1972)
- En kille och en tjej (1975)
- Mina drömmars stad (1976)
- Den åttonde dagen (1979)
- Tuppen (1981)

## Premi e riconoscimenti
Guldbagge
1978 - Miglior regista per Bröderna Lejonhjärta